# Beretta MAB 38
MAB 38 (итал. Moschetto Automatico Beretta Modello 1938, автоматическая винтовка Beretta образца 1938 года), также известный как Modello 38 — итальянский пистолет-пулемёт, впервые представленный в 1938 году и применявшийся Италией во время Второй мировой войны и армиями ряда других стран мира.

## История
Разработчиком оружия выступил главный инженер компании Beretta Туллио Мареньони, создавший это оружие в 1935 году. Основой послужил пистолет-пулемёт Beretta Modello 18 и его модификация Modello 18/30, который, в свою очередь был создан на основе авиационного спаренного пистолета-пулемёта Villar-Perosa M1915. Центром производства в течение всей войны являлся город Брешиа на севере Италии. Ограниченная промышленная база Италии во время Второй мировой войны не являлась серьёзным барьером для создания и развития эффективных образцов стрелкового оружия, когда большая часть оружия требовала огромных усилий в плане кустарной и полукустарной работы (достаточно много человек-часов) для настройки и тестирования. Beretta MAB 38 некоторыми экспертами классифицируется как оружие ручной сборки.
MAB 38 разрабатывался компанией «Beretta» для повышения её конкурентоспособности на рынке пистолетов-пулемётов и ручных пулемётов. Пистолет-пулемёт поступил на вооружение в 1939 году, и его первым заказчиком стало Министерство колоний Италии, которое заказало несколько тысяч таких пистолетов-пулемётов как стандартное оружие полиции Итальянской Африки. Заказы от армии шли достаточно медленно, поскольку MAB 38, несмотря на благоприятное впечатление произведённое на армию, казался пригодным больше для полиции и штурмовых отрядов. В начале 1941 года небольшие заказы делали только армейские и полицейские карабинеры, Гвардия национальной безопасности (итал. Guardie di Pubblica Sicurezza) и парашютисты. Только после очередной модификации (изменение формы компенсатора и снятие крепления для штыка) новый образец был принят на вооружение армии под названием MAB 38A. С 1942 года производилась и его модификация MAB 38/42. Несмотря на массовое производство на обычных промышленных линиях, итальянские специализированные рабочие вели его слишком медленно с самого начала с целью сохранения качества. Ускорение производства могло сказаться отрицательно на качестве оружия. По объёму заказов MAB серьёзно проигрывал винтовке Carcano M1891 — самому массовому стрелковому оружию Армии Италии (с учётом дальнейших модификаций) — и долгое время считался доступным оружием только для элитных бойцов.
Данное оружие использовали элитные отряды Королевских вооружённых сил Италии. Так, 185-я воздушно-десантная дивизия «Фольгоре» показывала выдающиеся результаты в боях в первую очередь благодаря новому пистолету-пулемёту. Штурмовые отряды — штурмовой батальон альпийских стрелков «Монте Червино», 10-й полк «Ардити» — и чернорубашечники (по одному легиону в каждой пехотной дивизии) также применяли Beretta Modelo 38. Чернорубашечникам как самым фанатичным и преданным бойцам итальянской армии полагалось самое лучшее вооружение, к которому и относился этот пистолет-пулемёт. Также из сухопутных частей им были оснащены батальоны «M» Добровольческой милиции национальной безопасности, отряды полиции и карабинеров и экипажи бронетехники. В Королевских военно-морских силах Италии он состоял на вооружении бойцов полка морской пехоты «Сан-Марко», а в Королевских военно-воздушных силах — у бойцов полка A.D.R.A.
После выхода Италии из войны и разоружения её королевской армии большое количество пистолетов-пулемётов попало в руки войск сторонников Муссолини — вооружённых сил Итальянской Социальной Республики. Производство пистолета-пулемёта Beretta Modello 38 стало приоритетным для Итальянской Социальной Республики: им уже вооружались как бойцы Республиканской Национальной Гвардии, так и бойцы пехотных дивизий (хотя реже всего оно доставалось именно обычным пехотинцам и альпийским стрелкам). В популярной культуре итальянский солдат времён Второй мировой войны предстаёт в первую очередь как боец, вооружённый Beretta 38. В самом конце войны был создан ещё один образец Modello 38/44 с некоторыми техническими решениями, которые снизили стоимость и ускорили производство. Оружие оставалось популярнейшим до конца войны среди офицеров, а также среди лёгкой пехоты (берсальеров), артиллеристов и экипажей бронетехники. Для специальных подразделений (обычных штурмовиков, чернорубашечников и парашютистов) в Италии в 1941 году был разработан жилет, в котором могли храниться магазины от Beretta MAB 38. Он назывался «самурай» в связи с тем, что карманы для магазинов были схожи с пластинами доспехов японского самурая. Также была создана специальная кобура для MAB, которая включала себя два кармана для магазинов и носилась на поясе; в карманах жилета можно было носить и ручные гранаты. Однако все эти аксессуары использовались не так долго за время существования Итальянской Социальной Республики. Иногда они попадали в руки обычного ополчения типа «Чёрных бригад».
Производство оружия продолжилось и в послевоенные годы: ещё долгое время пистолеты-пулемёты Beretta M38 и их модификации оставались на вооружении армейских и полицейских частей Италии.

## Конструкция
Первые образцы MAB 38 изготавливались из высококачественных материалов с отличной отделкой деталей, являлись надёжными и простыми в эксплуатации. Последующие модели 38/42 и 38/44 при неидеальной отделке были дешевле в производстве, легче по массе и сохраняли свои боевые качества. Основные элементы этого пистолета-пулемёта — деревянная ложа, трубчатая ствольная коробка и коробчатый магазин снизу. В конструкции Beretta Modello 38 использовались новые технические решения: плавающий ударник, автоматический предохранитель на открытом затворе (позднее убран с целью снижения стоимости производства), дульный компенсатор, находящаяся справа рукоять затвора с пылезащитным чехлом и ударно-спусковой механизм с двумя спусковыми крючками. Само оружие напоминает внешне самозарядную винтовку Breda образца 1935 года, но с некоторыми отличиями.
Принципом действия оружия являлась отдача свободного затвора. Рукоять затвора была внедрена вместо традиционного кольца для взвода: во время стрельбы она оставалась на месте и предотвращала попадание грязи и пыли в ствольную коробку. Для взведения оружия необходимо было потянуть рукоять назад и отпустить её затем вперёд. Окно для выброса гильз находилось слева. До привода подвижных частей в переднее положение подпружиненный ударник находился в запертом состоянии, и эти меры предосторожности были оправданными, поскольку оружие использовало очень мощные 9-мм патроны. Длинная возвратная пружина малого диаметра наполовину входила внутрь затвора, её канал заправлялся направляющим стержнем, а другой конец входил в полую трубку, прикреплённую к затыльнику ствольной коробки. Кожух ствола к середине войны стал изготавливаться при помощи штамповки и сварки.
Огонь вёлся с открытого затвора, причём были доступны два спусковых крючка. Передний спусковой крючок использовался для ведения одиночного огня, а задний — для непрерывного огня. При нажатии на один из крючков курок ударялся об отражатель, и тот посылал ударник вперёд, который разбивал капсюль патрона и воспламенял порох в патроне, выпуская из ствола пулю. Благодаря двум спусковым крючкам стрелок мог в любой момент вести огонь обоими способами, не производя никакие переключения и сохраняя точность и балансировку. Задний спусковой крючок также был соединён с предохранителем на левой стороне оружия, но последний был убран с 1942 года. Регулируемый целик позволял вести огонь на расстоянии до 500 метров (эффективная дистанция — 200 метров) на моделях MAB 38 и 38A. У моделей 38/42 и 38/44 целик уже был нерегулируемым. В некоторых случаях модель Beretta Modello 38A могла использоваться и как снайперское оружие с возможность эффективного поражения целей на расстоянии до 300 м.
Общая длина оружия достигала 800 мм, а весило оно при полном снаряжении 5 кг. Питание патронами производилось из примыкаемых снизу прямых двухрядных коробчатых магазинов на 10, 20, 30 или 40 патронов, подача патронов происходила без задержек. Благодаря технологии производства оружие было эффективно в любых погодных условиях: как в морозах на альпийских перевалах, так и при пустынной буре в Африке.

## Оценка эффективности
По общему количеству произведённых образцов Beretta MAB 38 проиграла магазинной винтовке Carcano M1891, но по эффективности она считается лучшим стрелковым оружием Италии времён Второй мировой войны. О её возможностях было известно каждому призывнику вооружённых сил Италии. Оружие могло использоваться любыми армейскими (в том числе специальными) и полицейскими подразделениями: воздушно-десантными частями, штурмовыми отрядами, карабинерами, экипажами бронетехники и т. д., но долгое время производилось только для них. В ходе войны итальянцам пришлось воевать против партизан-антифашистов и против войск союзников, отражать вражеские штурмы и выявлять вражеских агентов. В таких боях решающую роль играла огневая мощь при бое на короткой дистанции, и Beretta MAB 38 идеально для этого подходила. «Чёрными бригадами» использовались модификации без деревянного приклада.
Высокую оценку MAB получил от итальянских партизан: он был гораздо мощнее и точнее британского STEN, самого распространённого среди партизан и более пригодного для тайных операций. Немцы также ценили итальянское оружие: хотя оно было крупнее и тяжелее немецких пистолетов-пулемётов, но его качество и надёжность были достаточно высокими. В целом оружие было популярным по обе стороны фронта: в качестве трофейного оружия его использовали солдаты союзных войск (особенно солдаты новозеландских частей), также им оснащались подразделения Ваффен-СС и парашютистов люфтваффе.
Благодаря использованию мощного патрона 9×19 мм Парабеллум, а именно его итальянского варианта Cartuccia 9mm M38, Beretta Modello 38 считалась самым точным оружием при стрельбе с дальней дистанции по сравнению с другими образцами. Огневая мощь была впечатляющей и на короткой дистанции: опытный стрелок мог вести точный огонь с расстояния 100 м, а используя боеприпасы итальянского производства, мог легко поражать цели и на расстоянии в 200 м, что было впечатляющим результатом для пистолета-пулемёта калибром 9 мм. Единственным серьёзным недостатком считался размер и вес, хотя Западные союзники отмечали также и недостаточную ёмкость магазина.

## Модификации и варианты
Modello 38 (также известный как M1938 и M1938A) являлся базовым вариантом с фрезерованной ствольной коробкой, искусной отделкой и перфорированным защитным кожухом ствола. Его производство велось с 1938 по 1950 годы, он был разработан под патрон 9×19 мм Парабеллум и обладал скорострельностью в 600 выстрелов в минуту, а также использовал магазины на 10, 20, 30 или 40 патронов. В бою чаще использовались магазины на 40 патронов. На стволе первых версий было крепление для установки штыка от винтовки Carcano M91/38. Первая такая модель поступила на вооружение итальянской полиции в 1939 году. Магазин на 10 патронов, использовавшийся на моделях со штыком, был распространён среди охранников лагерей военнопленных или спецслужб; позднее модель со штыком сняли с производством и переоборудовали пламегаситель. Несмотря на высокую эффективность, пистолет-пулемёт был слишком сложным в производстве, и поэтому Beretta производила несколько образцов.
- Modello 1938/42 (Beretta M38/42) стал следующим шагом в развитии пистолета-пулемёта. Это была упрощённая модель военного времени: для производства ствольной коробки использовалась листовая сталь и метод штамповки, деревянное цевьё было укорочено[1][16]. Был укорочен ствол, с которого сняли кожух и убрали крепление для штыка, но добавили радиаторы в виде продольных пазов на внешней поверхности. Скорострельность уменьшилась до 550 выстрелов в минуту. Также был разработан ещё один вариант Modello 1938/1943[1], который вместе с Modello 1938/1942 приняли на вооружение в вермахте под названием Maschinenpistole 738(i) или MP.738[16].
- Modello 38/44 стал следующей моделью военного времени. Ствол был укорочен до 150 мм, затвор также был укорочен и упрощён (отказ от большой затворной пружины)[16]. От сверления в стволе отказались для ускорения производства и большей экономии[16]. Этот образец заступил на вооружение под именем MP.739(i)[17][16]. Модель производилась с 1944 по 1949 годы: был разработан и особый образец со складным металлическим прикладом от MP-40, получивший название Modello 38/44 Speciale (Modello 1)[18].

В послевоенные годы Modello 38/44 послужил началом новой серии пистолетов-пулемётов.
- Modello 38/44 Speciale (Modello 2) был разработан в 1951 году и имел тот же складной приклад от MP-40, что и его предшественник Modello 1[16].
- Modello 3 имел складной металлический приклад из стальной проволоки и удлинённый приёмник магазина, который находился в середине оружия и использовался как передняя рукоять для удержания. Производился с 1956 по 1959 годы[16].

- Modello 38/49 (Modello 4) представлял собой послевоенную модификацию М38/44 со стандартным деревянным прикладом и производился с 1949 по 1957 годы[16].
- Modello 5 был последней модификацией пистолета-пулемёта Modello 38. Его разработал Доменико Сальца уже после смерти Мареньони, изменив систему безопасности. В подпальцевую выемку на оружии был добавлен предохранитель в виде поперечно перемещавшейся кнопки[1][8], целик был нерегулируемым[8]. Являлся основным пистолетом-пулемётом армии и полиции Италии, пока в 1961 году не был принят на вооружение новый пистолет-пулемёт Beretta M12[1].

## На вооружении
- Италия: на вооружении Итальянской королевской армии[11], отдельные экземпляры попадали в руки сторонников Муссолини из Итальянской Социальной Республики и в руки бойцов Движения Сопротивления[19].
- Албания: огромное количество попало в руки Бали Комбетар, Легалитети и Национально-освободительной армии Албании после капитуляции Италии и захватов складов с оружием[20].
- Аргентина: закупала MAB M1938A в 1947 году[21][8].
- Германия: использовались бундесвером (до 1959 года) и пограничной охраной ФРГ (до 1960-х годов)[22] под названием MP.1[23].
- Нацистская Германия: пистолеты-пулемёты находились на вооружении войск Кессельринга в Италии, а также парашютно-десантных частей и пехотных дивизий люфтваффе[24].
- Доминиканская Республика[25]
- Йемен[25]
- Коста-Рика[25]
- Марокко[25]
- Пакистан[9]
- Польша: отдельные трофейные образцы попадали в руки Войска польского; на одной из фотографий времён войны запечатлён капрал 2-го отдельного батальона 1-й армии Войска польского в СССР Дмитрий Иванович Ширяев, держащий в руках модель Beretta Modello 38/42[26].
- Румыния: образцы M1938A закупались в 1939 году[21][8]; ещё 5 тысяч заказаны в 1941 году и доставлены в 1942 году[27][24]; оттуда же контрабандой отправлялись в СССР[9].
- Сирия[28]: отдельные экземпляры встречались у бойцов вооружённых формирований сирийской оппозиции[29]
- Словения: конфискованные у итальянских войск образцы переданы осенью 1943 года войскам словенского домобранства[30].
- СССР: попадало как трофейное оружие; также нелегально доставлялось через Румынию и Афганистан[9].
- Эфиопия: произведённые и трофейные экземпляры[25]
- Югославия: огромное количество трофеев захвачено четниками и НОАЮ в основном после капитуляции итальянских войск осенью 1943 года[31]. Также поставлялся четникам сотрудничавшим с оккупантами и коллаборационистами.
- Япония: 350 экземпляров было заказано, в 1943 году доставлено 50 экземпляров[32].

### На русском
- Благовестов А. И. То, из чего стреляют в СНГ: Справочник стрелкового оружия / под общ. ред. А. Е. Тараса. — Минск: Харвест, 2004. — 656 с. — ISBN 9851320730.
- Жук А.Б. Жук. Энциклопедия стрелкового оружия: Револьверы, пистолеты, винтовки и автоматы. — М.: АСТ — Воен.издат., 2002.
- Попенкер М. Р., Милчев М. Н. Вторая мировая: Война оружейников. — М.: Яуза, Эксмо, 2008.
- Попенкер М. Р., Милчев М. Н. Стрелковое оружие Второй мировой: коллекционное издание. — М.: Яуза, Эксмо, 2014.
- Шант, К. Оружие пехоты: Энциклопедия стрелкового оружия / пер. с англ. С.Сумбаев, С.В.Шашков. — М.: Омега, 2007. — 256 с. — 4000 экз. — ISBN 0785817212.

### На английском
- Mark Axworthy. Third Axis Fourth Ally: Romanian Armed Forces in the European War, 1941-1945. — Arms & Armour, 1995. — ISBN 1854092677.
- Christ Bishop. The Encyclopedia of Weapons of WWII: The Comprehensive Guide to over 1,500 Weapons Systems, Including Tanks, Small Arms, Warplanes, Artillery, Ships, and Submarines. — Metrobooks, 2002. — ISBN 1-58663-762-2.
- Pier Paolo Battistelli. Italian Army Elite Units & Special Forces 1940–43. — Bloomsbury Publishing, 2011. — 64 с. — ISBN 184908596X.
- Piero Crociani, Pier Paolo Battistelli. Italian Navy & Air Force Elite Units & Special Forces 1940–45. — Bloomsbury Publishing, 2013. — ISBN 1849088586.
- Piero Crociani, Pier Paolo Battistelli. World War II Partisan Warfare in Italy. — Bloomsbury Publishing, 2015. — 64 с. — ISBN 1472808940.
- Roy F. Dunlap. Ordnance Went Up Front. — Samworth Press, 1948. — ISBN 1-884849-09-1.
- Ian V. Hogg, John Weeks. Military Small Arms of the 20th Century. — DBI Books, Inc., 1991. — ISBN 0-87349-120-3.
- Richard Jones. Jane's Infantry Weapons 2009-2010. — Jane's Information Group, 2009. — ISBN 0-7106-2869-2.
- Phillip Jowett. The Italian Army 1940-45 (3): Italy 1943-45 (Men-at-Arms). — Osprey Publishing, 2001. — Vol. 3. — ISBN 1855328666.
- David Miller. Fighting Men of World War II, Volume I: Axis Forces--Uniforms, Equipment, and Weapons (Fighting Men of World War II). — Stackpole Books, 2007. — ISBN 0-8117-0277-4.
- Antonio J. Muloz, Vincent Wai. Slovenian Axis Forces in World War II, 1941-1945. — Bayside, NY: Axis Europa Books, 1998.
- Bruce Quarrie. Fallschirmjäger: German Paratrooper, 1935-45. — Osprey Publishing, 2001. — ISBN 1-84176-326-8.
- Joseph E. Smith. Small Arms of the World. — Harrisburg, PA: The Stackpole Company, 1969. — ISBN 0-8117-1566-3.
- Velimir Vuksic. Tito's Partisans 1941-45. — Osprey Publishing, 2003. — ISBN 1841766755.

### На итальянском
- G. Rosignoli. RSI: uniformi, equipaggiamento ed armi. — Albertelli Ed., 1985.
- Moschetto Automatico Beretta. Modello 5, Calibro 9 mm Parabellum. — Gardone Val Trompia: Pietro Beretta S.P.A.